# EASDAQ
L'Easdaq est une bourse paneuropéenne électronique réservée aux jeunes sociétés à fort potentiel de croissance.

## Histoire
Les spécialistes européens du capital-risque créent en 1997 l'EASDAQ. C'est avec le Nasdaq et le SEAQ, l'une des bourses délocalisées et internationales fonctionnant uniquement par un réseau électronique. L'Easdaq veut surtout rééditer en Europe le succès du Nasdaq, qui a permis l'émergence de sociétés à fort contenu technologique comme Intel et Microsoft dans les années 1980.
Au cours d'une période de fort intérêt pour les jeunes sociétés ses promoteurs ont pour objectif de permettre à ces jeunes sociétés en croissance rapide d'obtenir de belles valorisations en Bourse, auprès d’investisseurs les comprenant et les recherchant. Ces valorisations rendront ainsi plus facile de les financer en amont par le capital risque, dont les investisseurs peuvent vendre leurs participations après quelques années. 
Le Neuer Market allemand, l'Easdaq et le Nouveau Marché français, ont été affaiblis par leur concurrence et c'est l'Alternative Investment Market londonien, qui est devenu le seul rival du Nasdaq. 
Le 27 mars 2001, le Nasdaq a racheté 58 % de l'EASDAQ, qui était surtout soutenu par des courtiers de la place de Bruxelles.